# Camillus (New York)
Camillus è un comune degli Stati Uniti d'America, situato nello Stato di New York, nella contea di Onondaga.